# Musashi (kickbokser)
Musashi (武蔵, 17 oktober 1972) is een Japanse K-1 kickbokser en karateka.
Musashi beoefent Seido-kaikan-karate (正道会館) in Osaka, Japan. Zijn echte naam is Akio Mori (森昭生). Zijn jongere broer is de K-1-kickbokser Tomo. Musashi heeft zijn pseudoniem gebaseerd op een legendarische samoerai, omdat zijn technieken op het zwaardgebruik van laatstgenoemde zouden lijken. Hij is getraind door onder anderen voormalig bokskampioen Frankie Liles.